# Faama
Faama es una palabra mandinga que sirve para designar al "rey". Fue utilizada de modo generalizado durante la época pre imperial e imperial de la historia de Malí. El título se extendió hacia las áreas conquistadas por Malí, pasando a ser utilizada también en el Imperio Bamana y en el Imperio Wassoulou de Samori Toure, así como entre grupos no mandinga como los del Reino de Kenedougou.